# Play It as It Lays
Pour plus de détails, voir Fiche technique et Distribution.
Play It As It Lays est un film américain réalisé par Frank Perry, sorti en 1972.

## Synopsis
Après une grave dépression pscyhique, une actrice hollywoodienne se remémore les différents événements traumatisants qui l’ont conduite à séjourner dans un sanatorium.

## Fiche technique
- Titre original : Play It As It Lays
- Réalisation : Frank Perry
- Scénario : Joan Didion et John Gregory Dunne, d'après la nouvelle éponyme de Joan Didion
- Décors : Pato Guzman
- Costumes : Joel Schumacher
- Photographie : Jordan Cronenweth
- Montage : Sidney Katz
- Production : Dominick Dunne, Dominick DunneFrank Perry
- Société(s) de production : F.P. Productions et Universal Pictures
- Société(s) de distribution : Universal Pictures (États-Unis) et Fox-Rank (Royaume-Uni)
- Pays d'origine : États-Unis
- Année : 1972
- Langue originale : anglais
- Format : couleur (Technicolor) – 35 mm – 1,85:1 – mono (Westrex Recording System)
- Genre : comédie dramatique
- Durée : 99 minutes
- Date de sortie : 
  - États-Unis : 19 octobre 1972

## Distribution
- Tuesday Weld : Maria Wyeth Lang
- Anthony Perkins : B.Z.
- Tammy Grimes : Helene
- Adam Roarke : Carter Lang
- Ruth Ford : Carlotta
- Eddie Firestone : Benny Austin
- Diana Ewing : Susannah
- Paul Lambert : Larry Kulik
- Norman Foster : Abortionist
- Chuck McCann : Abortionist's Assistant
- Severn Darden : Hypnotist
- Tony Young : Johnny Waters
- Richard Anderson : Les Goodwin

## Distinction

### Prix
- Mostra de Venise 1972 : Prix d'interprétation féminine décerné à Tuesday Weld[1]

### Nomination
- Golden Globes 1973 :
  - Meilleure actrice dans un film dramatique pour Tuesday Weld